# 南あわじ市立図書館
南あわじ市立図書館（みなみあわじしりつとしょかん）は、日本の兵庫県南あわじ市が市内に設置している公立図書館。兵庫県で最南端に位置する図書館である。

## 本館
1996年（平成8年）6月、南淡町立図書館（なんだんちょうりつとしょかん）として三原郡南淡町福良に開館した。南淡町は2005年1月に三原町、緑町、西淡町と郡内4町で合併して南あわじ市となり、この時点で町立図書館を有していた南淡町と三原町（町立公民館に併設）の2館を「南あわじ市図書館」として、それぞれ南あわじ市南淡図書館、南あわじ市三原図書館へ改称し他2町の図書室を配下に置く2館2室体制となった。
2016年（平成28年）4月1日、市内の図書館施設再編により南淡図書館を「南あわじ市立図書館」に改称して本館とし、三原図書館は「中央公民館図書室」へ改称して市立図書館の配下へ置く1館3室体制となった。

### アクセス
- 淡路交通縦貫線（洲本バスセンター - 福良）に乗り「南淡町舎前」下車すぐ。

周辺施設
- 福良港
- 福良地区公民館
- 南淡郵便局

## 図書室
いずれも本館が置かれる南淡町以外の3町が合併前に設置していた町立図書館・図書室を前身とする。

### 中央公民館図書室
旧三原町立図書館→南あわじ市三原図書館。町立図書館としての開館当初から公民館に併設されている。旧三原公民館の老朽化により大規模改装工事を行い、中央公民館としてリニューアルしたのに合わせ「中央公民館図書室」として福良の市立図書館（旧南淡図書館）配下に置かれることになった。
- 656-0475 兵庫県南あわじ市市三條880

北緯34度17分22.87秒 東経134度46分5.57秒 / 北緯34.2896861度 東経134.7682139度
- ISIL：JP-1002369

### 広田地区公民館図書室
旧緑町公民館図書室→南あわじ市図書館緑図書室。広田市民交流センターに併設。
- 656-0122 兵庫県南あわじ市広田広田1057-1

北緯34度19分26.1秒 東経134度49分45.76秒 / 北緯34.323917度 東経134.8293778度

### 湊地区公民館図書室
旧西淡町公民館図書室→南あわじ市図書館西淡図書室。湊活性化センターに併設。
- 656-0332 兵庫県南あわじ市湊75-1

北緯34度19分30.03秒 東経134度44分3.1秒 / 北緯34.3250083度 東経134.734194度

## 広域貸し出し
南あわじ市立図書館では市内在住または通勤・通学者の他、淡路図書館等連絡協議会に参加する洲本市立図書館（2館）、淡路市立図書館（2館3室）と相互貸し出し協定を締結しており、洲本市と淡路市を含む淡路島3市の住民を対象に広域貸し出しを実施している。
また、明石市にある兵庫県立図書館の蔵書もインターネットで予約して本館カウンターで受取が可能だが、県立図書館の利用券が別途必要。